# زمین گوی برفی

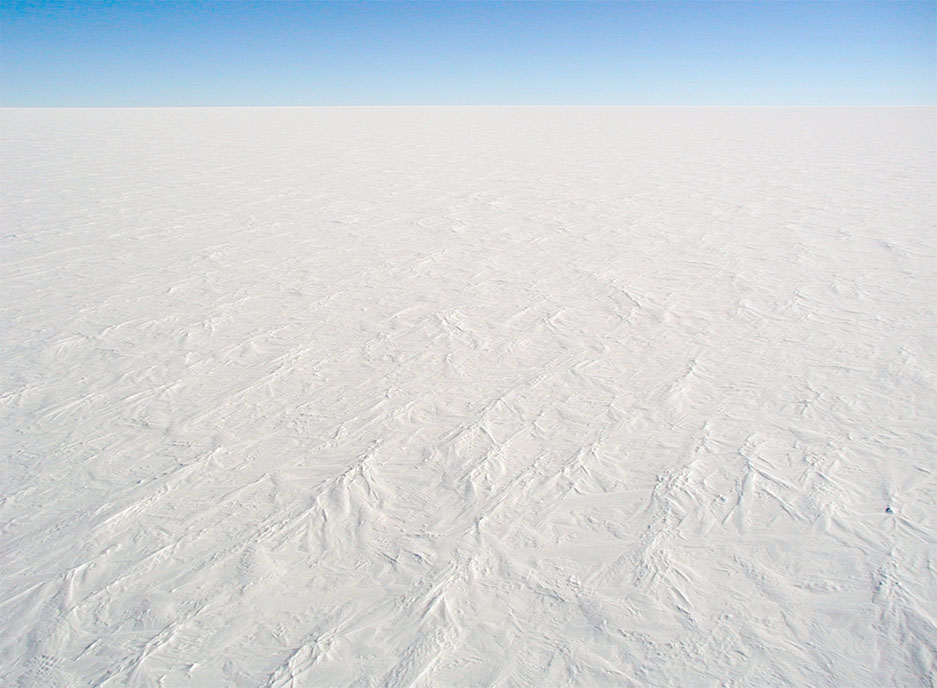
این نگاره که شاید بتواند تصور گوی برفی زمین را آسان کند نمایانگر بیشتر جاهای جنوبگان کنونی است. پوشش سراسری برف و یخ ممکن است سبب تأخیر در شروع ایجاد زندگی چند سلولی بر روی زمین شده باشد

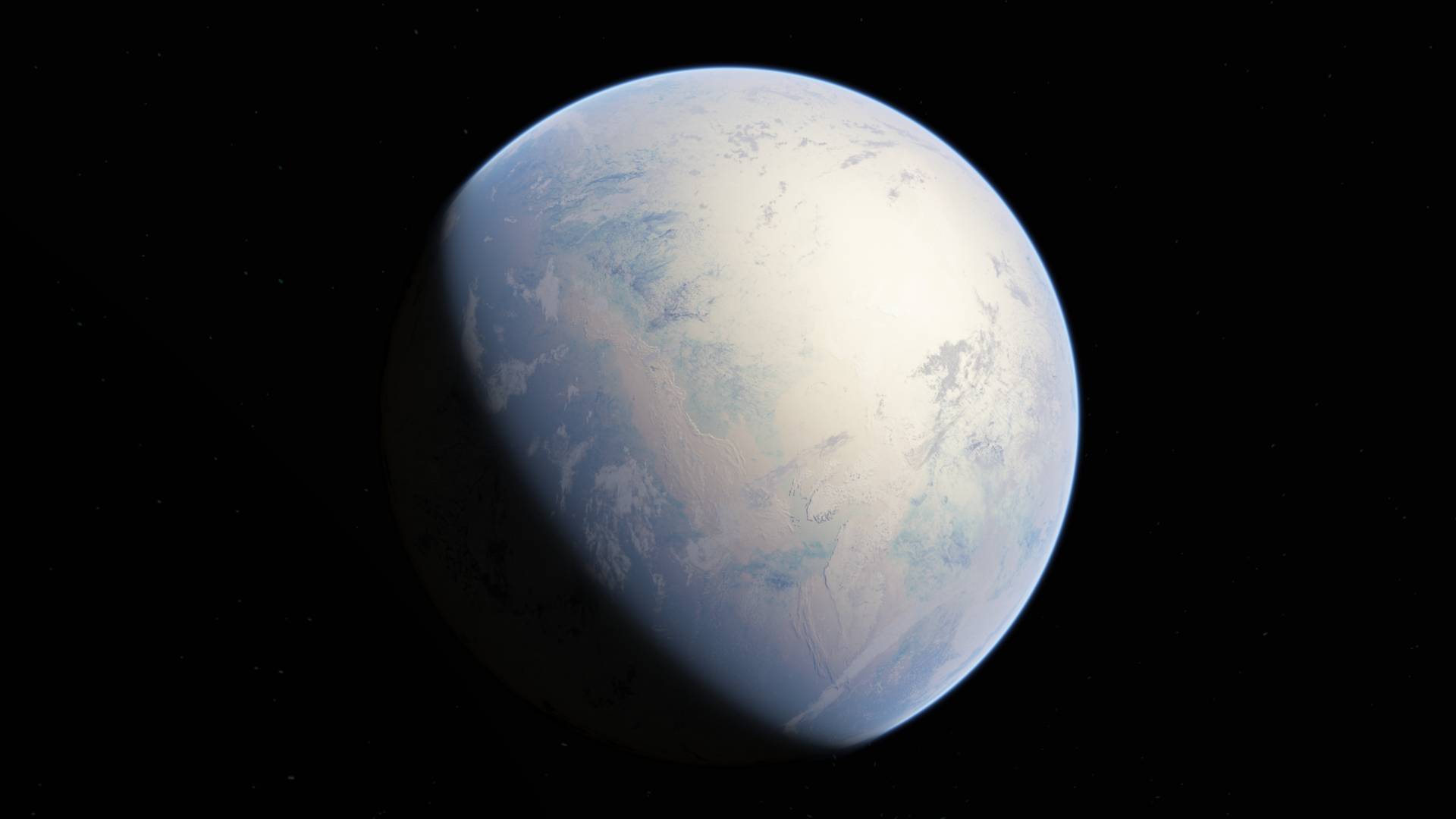
برداشت هنرمند از یک زمین گلوله برفی با سطح کاملاً منجمد بدون هیچ سطح آبی مایع باقی‌مانده.

زمین گوی برفی (به انگلیسی: The Snowball Earth hypothesis) فرضیه‌ای است که بر پایهٔ برخی از یافته‌های زمین‌شناسی، دیرینه مغناطیس‌شناسی و دیگر دانسته‌ها باور دارد که همهٔ سطح زمین به‌طور کامل یا تقریباً نزدیک به همه جای کرهٔ زمین و دست کم یک بار در بیش از ۶۵۰ میلیون سال پیش در دوره کریوژنین به‌صورت یک زمین گلخانه‌ای و سردخانه‌ای منجمد شد. طرفداران این فرضیه می‌گویند بهترین گواهی که این باور را پشتیبانی می‌کند وجود رسوبات ته‌نشین شده‌ای است که به‌طور کلی پاره‌ای با منشأ یخبندانی در رسوبات کهن منطقه‌های گرمسیری دیده می‌شوند. همچنین دیگر دانسته‌های ویژه‌ای که در صورت نبودنشان، این پرسش‌ها در پرونده‌های زمین‌شناسی همچنان مبهم باقی می‌ماند که اکنون از دانسته‌ها هستند.
دانسته‌ها نشان می‌دهند که در طول دوران نیوپروزوییک زمین تعدادی از یخبندان‌های بزرگ سراسری را پشت سر گذاشته‌است.
احتمال داده می‌شود که سه یا چهار یخبندان قابل توجه در طول و اواخر نیوپروزوییک رخ داده باشد. از این دوره‌های یخبندان تقریباً کامل زمین اغلب به عنوان «گلوله برفی زمین» یاد می‌شود. بنا بر آن گمان‌ها در زمانی که این سیاره پوشیده از یخ بود ضخامت یخ به ۱ تا ۲ کیلومتر می‌رسیده‌است.
با توجه به جدول‌های زمانی زمین‌شناسی؛ ظهور ناگهانی انفجار کامبرین که پیدایش گونه‌های زندگی چند سلولی بر روی زمین را به همراه دارد، درست بعد از آخرین رخداد یخبندان سراسری روی داده‌است. رویداد یخبندانی بزرگ دیگری که مدت‌ها پیش از این گوی برفی شدن زمین پیش آمده بود یخبندان هورونی است که بین ۲۴۰۰ تا ۲۱۰۰ میلیون سال رخ داده که شاید اولین حضور اکسیژن را در اتمسفر زمین که رویداد بزرگ اکسیژنی است را سبب شده‌است.

## تاریخچه
آقای داگلاس ماوسون (۱۸۸۲–۱۹۵۸)، زمین‌شناس استرالیایی و محقق قطب جنوب، بیشتر کار خود را صرف مطالعه چینه‌شناسی پیشین زیستی نو جنوب استرالیا کرد، که در آنجا رسوبات یخچالی ضخیم و پهناور یافت و در اواخر کار خود تخمین احتمال یخ زدگی جهانی را زد.
اگرچه ایده‌های یخ زدگی جهانی ماوسون بر طبق فرضیه اشتباهی بود که موقعیت جغرافیایی استرالیا و و دیگر قارههای کم ارتفاع که در آن‌ها نهشته‌های یخچالی یافت می‌شد، در طی زمان بدون تغییر باقی ماند. با پیشرفت فرضیه رانش قاره‌ای، و در نهایت با تئوری زمین ساخت ورقه ای توضیح ساده‌تری برای رسوبات بخچالی به وجود آمد - آن‌ها در زمانی نهشته شده بودند که قاره‌ها در ارتفاع بیشتری بودند.
در سال ۱۹۶۴، ایده یخ زدگی به وسعت جهان وقتی که برایان هارلاند برگه‌ای را منتشر کرد که در آن داده‌های دیرینه مغناطیس‌شناسی مبنی بر اینکه یخ‌نهشته‌ها در سوالبارد و گرینلند در ارتفاعات استوایی نهشته شده بودند، دوباره در
گفتگوها پدیدار شد. از این داده دیرینه مغناطیس‌شناسی، و مدرک رسوبی که رسوبات یخچالی باعث توقف توالی سنگ‌هایی که عموماً به ارتفاعات استوایی مربوط اند، او اظهار یک عصر یخبندان بسیار شدید را که در نهشتن سنگ‌های یخچالی دریایی در نواحی گرمسیری داشت.